# 厚叶八角枫
厚叶八角枫（学名：Alangium kurzii var. pachyphyllum）是山茱萸科八角枫属毛八角枫的变种。分布于中国大陆的云南等地，生长于海拔600米至1,600米的地区，见于疏林中，目前尚未由人工引种栽培。